# Курмоярский (Орловский район)
Курмоярский — хутор в Орловском районе Ростовской области.
Входит в состав Луганского сельского поселения.

## География

### Улицы
| - пер. Донской - пер. Звездный - пер. Клубный - пер. Угольный | - ул. Московская - ул. Новоселов - ул. Северная |

## Население
| 2010 |
| ---- |
| 194  |

## Достопримечательности
Территория Ростовской области была заселена ещё в эпоху неолита. Люди, живущие на древних стоянках и поселениях у рек, занимались в основном собирательством и рыболовством. Степь для скотоводов всех времён была бескрайним пастбищем для домашнего рогатого скота. От тех времен осталось множество курганов с захоронениями жителей этих мест. Курганы и курганные группы находятся на государственной охране.
Поблизости от территории хутора Курмоярского Орловского района расположено несколько достопримечательностей — памятников археологии. Они охраняются в соответствии с Федеральным законом от 25.06.2002 N 73-ФЗ «Об объектах культурного наследия (памятниках истории и культуры) народов Российской Федерации», Областным законом от 22.10.2004 N 178-ЗС «Об объектах культурного наследия (памятниках истории и культуры) в Ростовской области», Постановлением Главы администрации РО от 21.02.97 N 51 о принятии на государственную охрану памятников истории и культуры Ростовской области и мерах по их охране и др.
- Курган «Курмоярский I». Находится на расстоянии около 2,3 км к юго-западу от хутора Курмоярского.
- Курганная группа «Курмоярский II» (2 кургана). Находится на расстоянии около 800 метров к югу от хутора Курмоярского.
- Курган «Курмоярский III». Находится на расстоянии около 2,1 км к северо-западу от хутора Курмоярского[3].